# Дубинин, Всеволод Борисович
Все́волод Бори́сович Дуби́нин (11 января 1913, Санкт-Петербург — 8 июня 1958, Ленинград) — советский зоолог, акаролог, специалист по систематике перьевых клещей, доктор биологических наук (1947).

## Биография
Родился в Санкт-Петербурге 11 января 1913 года. С 1931 по 1936 год учился в Ленинградском университете. После защиты кандидатской диссертации в 1939 поступил на работу в Зоологический институт. Через три месяца после начала работы был призван в армию, находился в расположении Белорусского, Белофинского[уточнить] и Ленинградского фронтов. В 1942 году его направили на Забайкальский фронт, где ему как специалисту-паразитологу поручено решить проблемы уничтожения опасных природно-очаговых заболеваний и, прежде всего, чумы. В 1943 году переведён в Военно-медицинскую академию в Ленинграде. В 1947 году вернулся в Зоологический институт. С 1947 по 1954 год был заместителем директора института по Зоологическому музею. В 1947 году защитил докторскую диссертацию. В 1955 году Дубинина назначили заместителем председателя Комиссии по охране природы при Президиуме АН СССР.
Умер в 8 июня 1958 года в Ленинграде от инфаркта миокарда.

### Семья
Жена — Мария Николаевна Дубинина (урождённая Горбунова; 1911—1986), также была зоологом, специалистом по паразитическим плоским червям (в частности по амфилинидам). Дочь — Елена Всеволодовна Дубинина (1937—2022), как и отец, стала акарологом в Зоологическом институте.

## Научная деятельность
Занимался исследованием жизненных циклов, физиологии и эволюции перьевых клещей. С помощью микроскопического исследования более 20 000 желудков 26 видов перьевых клещей он определил, что основной пищей этих паразитов являются липиды, содержащиеся в перьях птиц. Он обнаружил, что содержание липидов минимально во время линьки и зимой, а возрастание концентрации наблюдается после линьки и в период гнездования. Численность перьевых клещей изменяется в соответствии с количеством липидов. В 1951 году Дубинин опубликовал результаты экспериментов по изучению антинга («купания птиц в муравейнике»). Он доказал, что антинг способствует уничтожению перьевых клещей.
Занимался проблемами охраны природы. Благодаря усилиям Дубинина получили поддержку исследования в области радиоэкологии, задачей которых было прослеживание путей миграции радиоактивных веществ в природе.
Впервые для науки описал 150 новых видов, 40 родов и 10 семейств и подсемейств.

## Награды
Награждён орденом Отечественной войны II степени, медалями «За оборону Ленинграда» и «За победу над Германией в Отечественной войне 1941—1945 гг.».

## Публикации
Автор 152 публикаций, в том числе трёх томов Фауны СССР:
- Дубинин В. Б. Нахождение плейстоценовых вшей (Anoplura) и нематод при исследовании трупов индигирских ископаемых сусликов // Доклады АН СССР. — 1948. — Т. 62, № 3. — С. 417—420. — ISSN 0002-3264.
- Гарутт В. Е., Дубинин В. Б. О скелете таймырского мамонта // Зоологический журнал. — 1951. — Т. 30, № 1. — С. 17—24. — ISSN 0044-5134.
- Терентьев П. В., Дубинин В. Б., Новиков Г. А. Кролик.. — М.: Советская наука, 1952. — 364 с.
- Дубинин В. Б. Чесоточные клещи, их биология, вред в сельском хозяйстве, меры профилактики и борьбы с ними. — М.: Советская наука, 1954. — 172 с.
- Дубинин В. Б. Хелицероносные животные (подтип Chelicerata W. Dubinin nom. n.) и положение их в системе // Зоологический журнал. — 1959. — Т. 38, № 8. — С. 1163—1189. — ISSN 0044-5134.